# هترومتروس
هترومتروس(نام علمی: Heterometrus) نام یک سرده از راسته کژدم است.